# Munkbrogatan

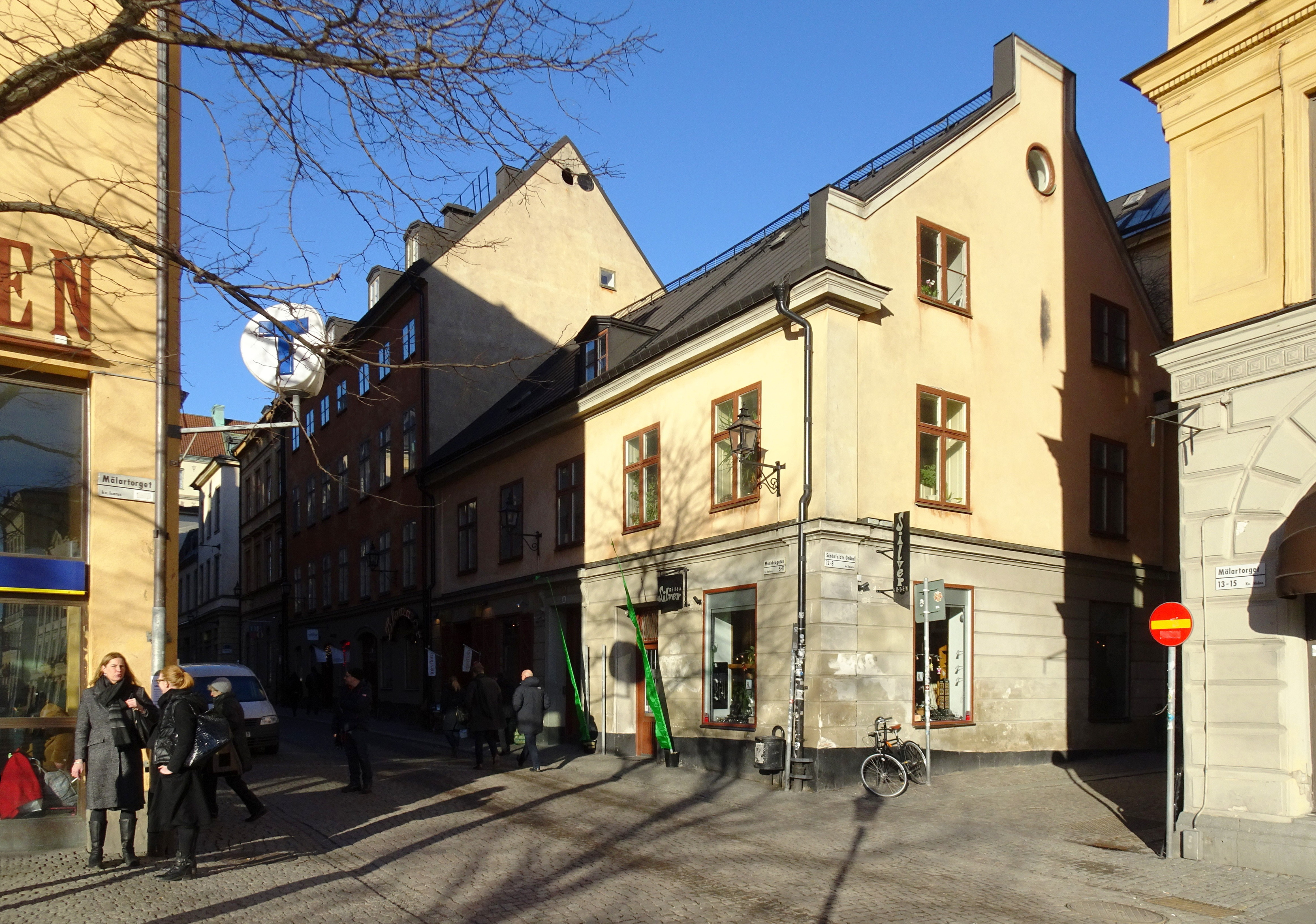
Munkbrogatan vid Mälartorget med kvarteret Daedalus i mitten, februari 2016.

Munkbrogatan är en gata i Gamla stan i Stockholm, den sträcker sig från Kornhamnstorg i syd till Munkbroleden i norr. Gatan anlades på  1600-talets andra hälft efter den stora branden som utplånade Stadsholmens västra delar år 1625.
Munkbrogatan fick sitt nuvarande namn 1691, det förekom även namn som Munkebrohamnsgatan (1694). Gatan anlades på uppfylld mark längs Riddarfjärden. Den nya stadsplanen, som även innefattade Stora Nygatan och Lilla Nygatan föreskrev för första gången i Stockholms historia stora rektangulära stadskvarter och långa snörrätta gator. Munkbrogatan blev den västliga begränsningen av denna nyorning.
Vid gatans västra sida finns Mälartorget och tunnelbanestationen “Gamla stan”.